# إرميا

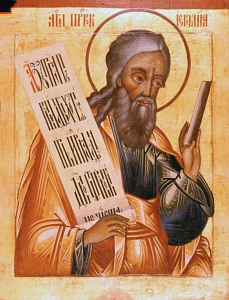
إرميا

إرْمِيا بن حَلْقيّا (بالعبرانية: יִרְמְיָהוּ، باليونانية: Ἰερεμίας) أحد أنبياء بني إسرائيل.

## سيرته
أحد أنبياء بني إسرائيل بعد شيث، وهناك من وحده مع نبي الله عزير ونبي الله الخضر، وقيل: إن الخضر لقب من ألقابه. كان مؤمنا، صالحًا، ورعا، زاهدا، قديسًا، كثير البكاء من خشية الله، فعرف بالبكاء.
بعثه الله إلى بني إسرائيل بعد أن عصوا الله، وأظهروا المعاصي، وقتلوا الأنبياء والصلحاء؛ ليهديهم ويرشدهم ويأمرهم بالمعروف وينهاهم عن المنكر ويحذرهم غضب الجبار، فوقف بكل حزم أمام شركهم ومظالمهم الاجتماعية، فكانت مدة خدمته 41 سنة، قابلوه بالعصيان والتمرد والتكذيب، ثم ألقوا القبض عليه وسجنوه، وذلك في عهد ملكهم صدقيا، وبعد أن مكث في السجن عشر سنين أرسل الله عليهم نبوخذ نصر وجحافل عساكره، فنزل في أراضيهم، وبطش بهم، وقتل منهم جمعا غفيرا، وخرب ديارهم، وسبى الآلاف منهم، ثم أمر بهدم بيت المقدس، وأسر صدقيا الملك، وأصدر أمرا بإلقاء القاذورات والجيف في معابدهم.
ولما علم نبوخذ نصر من المترجم له أن أرميا في أحد سجون بني إسرائيل، وكونه من الأنبياء الذين أرسلهم الله إليهم ليرشدهم ويهديهم طريق الحق والصواب، ولكنهم كذبوه وعذبوه ثم حبسوه، فأمر بإطلاق سراحه من السجن، وأحضره لديه وقال له: أكنت تحذر قومك ما أصابهم؟ فقال أرميا عليه السلام: نعم، فان الله أرسلني إليهم فكذبوني، قال نبوخذ نصر: كذبوك وضربوك وسجنوك؟ قال عليه السلام: نعم، قال نبوخذ نصر: بئس القوم قوم كذبوا نبيهم، وكذبوا رسالة ربهم، ثم خيره بين المجيء معه أو البقاء في فلسطين، ففضل أرميا عليه السلام البقاء في بلاده، فتركه بعد أن أحسن إليه.
وبعد رحيل نبوخذ نصر عن بيت المقدس اجتمع إلى المترجم له من بقي من ضعفاء بني إسرائيل فقالوا: نحن قد أسانا وظلمنا، ونحن نتوب إلى الله مما صنعنا، فادع الله أن يقبل توبتنا، فدعا أرميا عليه السلام ربه، فأوحى الله اليه انه غير قابل توبتهم، فان كانوا صادقين في أقوالهم فليقيموا معك في بيت المقدس، فأخبر قومه بما أمره الله به، فقالوا: لانقم بهذه البلدة المخربة التي غضب الله على أهلها.
أمر الله المترجم له بأن يأتي إلى مكة ويخرج منها معد بن عدنان لكيلا تصيبه النقمة، فأخرجه وهو شاب، وأتى به إلى حران، فلما انصرف نبوخذ نصر عن العرب رده إلى مكة المكرمة.
وكان قد تنبأ لبني إسرائيل بسقوط أورشليم وخرابها وتدمير هيكل سليمان عليه السلام، فدعاهم للخضوع والإذعان لنبوخذ نصر فكذبوه واضطهدوه.
ويقال: انه خاف في أول الأمر من نبوخذ نصر عندما هجم على بيت المقدس، فاخذ تابوت السكينة وخبأه في مغارة؛ خوفا من أن يقضي عليه نبوخذ نصر وجنوده.
عاصر من ملوك بني إسرائيل كلا من يوشيا، ويواحاز، ويهوياقيم، وصدقيا، وعاصر الملك الفارسي لهراسب.
كان أكثر الناس تصديقا وإخلاصا إليه تلميذه اليمني باروخ بن نريا الكاتب، وتتلمذ عليه زرادشت.
ينسب إليه سفر يدعى «سفر أرميا» وله رسالة مطولة ضد عبادة الأوثان في بابل، وينسب إليه المزمور الثاني والعشرون المنسوب لنبي الله داود عليه السلام، وينسبون اليه ثلاثين مزمورا.
وله مراثي في خراب ودمار أورشليم تعرف ب«مراثي أرميا» أو «سفر المراثي».

## الوفاة
ويقال: إن أرميا عليه السلام انتقل إلى مصر فألقى اليهود القبض عليه وسجنوه في بئر، ثم أخرجوه ورجموه حتى استشهد، فدفنوه في مصر، وفي عهد الاسكندر نقل تابوته إلى الإسكندرية ودفنوه بها، ويقال: انه رجع من مصر إلى بيت المقدس وعاش فيها 300 سنة ثم توفي.
توفي حدود سنة 586 قبل الميلاد، وقيل: حوالي سنة 570 قبل الميلاد، وكانت ولادته بمدينة عثاتوث حدود سنة 626 قبل الميلاد، وقيل: حدود سنة 650 قبل الميلاد، وقيل: حدود سنة 640 قبل الميلاد.